# گردنه زاغه (استان همدان)
گردنهٔ زاغه یکی از گردنه‌های معروف کوه الوند در استان همدان شهرستان ملایر است .این گردنه مابین شهرستان همدان و ملایر واقع شده و ارتفاع آن به ۲۰۶۰ متر می‌رسد.